# Verbos do grego antigo
Os verbos do grego antigo possuem quatro modos (indicativo, imperativo, subjuntivo e optativo), três vozes (ativa, média e passiva), assim como três pessoas (primeira, segunda e terceira) e três números (singular, dual e plural). Verbos são conjugados em quatro combinações principais de tempo e aspecto (presente, futuro, perfeito e aoristo) com um modo específico para cada uma dessas sentenças principais, exceto pelas seguintes restrições:
- Não há futuro, subjuntivo ou imperativo.

- Há formas separadas para a voz passiva (distintas da média) apenas no futuro e no aoristo.

Além disso, para cada quatro "tempos", há, em cada voz, infinitivos e particípios. Há também um indicativo imperfeito que pode ser construído a partir do presente usando-se um prefixo (o aumento) e finais secundários. Também existem indicativos mais que perfeitos e futuros perfeitos, mas esses são raros. A distinção dos "tempos" em modos outros que o indicativo é baseada em aspecto e não em tempo. O sistema verbal do grego antigo preserva quase todas as complexidades do proto-indo-europeu.
Geralmente distingue-se os verbos chamados "atemáticos", com finais afixados diretamente à raiz do verbo (também chamados de "verbos em mim") e a classe temática de verbos que apresenta uma vogal temática /o/ ou /e/ antes do final. Todas as raízes atemáticas terminam em vogal, exceto pelo verbo /es-/ "ser". As terminações verbais são classificadas entre primárias (aquelas usadas no presente, futuro, perfeito ou futuro perfeito do indicativo, bem como o subjuntivo) e secundárias (usadas no aoristo, imperfeito, mais que perfeito do indicativo e optativo).